# Cour administrative (Luxembourg)
Pour les autres articles nationaux ou selon les autres juridictions, voir Cour administrative.
Au Grand-Duché de Luxembourg, la Cour administrative constitue la juridiction suprême de l'ordre administratif,,.
Sauf disposition contraire de la loi, un appel peut être interjeté devant la Cour administrative, siégeant à Luxembourg, contre les décisions rendues par le Tribunal administratif statuant comme juge d'annulation, contre les décisions rendues en matière d'actes administratifs à caractère réglementaire. La Cour administrative statue en appel et comme juge de fond sur les recours dirigés contre les décisions d'autres juridictions administratives ayant statué sur des recours en réformation dont les lois spéciales attribuent compétence à ces juridictions.
L'État se fait représenter devant la Cour administrative par un délégué ou par un avocat.